# Люткен, Христиан Фредерик
Христиан Фредерик Люткен (дат. Christian Frederik Lütken; 1827—1901) — датский зоолог.
Был ассистентом в зоологическом музее Копенгагена и доцентом зоологии в Политехническом институте, с 1885 г. профессор Копенгагенского университета и директор музея. Член-корреспондент СПбАН c 13.12.1897 по Физико-математическому отделению (разряд биологический).
Известен многочисленными работами по ракообразным, иглокожим (в том числе «Ofversigt over Grönlands Echinodermata», Копенгаген; 1857), рыбам (в том числе ряд статей под названием «Bidrag til nordisk Ichthyographie»), пресмыкающимся и китообразным.
С 1886 г. издавал отчеты о деятельности орнитологических станций в Дании («Jahresber. über die ornithologische Beobachtungsstationen in Danemark»). В 1887 г. под его редакцией вышла книга «Dijmphna Togtets Zoologisk botaniske Udbytte», со статьей самого Люткена о рыбах Карского моря.